# Rhea americana albescens
El ñandú argentino o pampeano (también llamado avestruz en varias regiones del país), Rhea americana albescens, es una de las subespecies en las que se divide Rhea americana. 

## Características
Tiene una longitud (del pico a la cola) que ronda los 125 cm en las hembras y los 140 cm en los machos. El peso puede variar de los 20 a los 34 kg, con una media de 27 kg. Es un ave bastante alta, pudiendo llegar a 150 cm de alto en los machos y las hembras 125 cm.
Posee un dimorfismo sexual discreto: los machos son de mayor tamaño y poseen una mancha negra en las plumas que rodean la base del cuello, a modo de collar, y puede extenderse a la parte superior de la cabeza; la cual está presente en menor proporción y menos intenso en las hembras. La coloración dorsal es gris ceniza, más claro en la parte alta del cuello y blancuzco en plumas inferiores.
Sustancialmente no se diferencia de otras subespecies en tamaño. Se describe como su rasgo distintivo las plumas de su lomo, que tienden a ser más blancuzcas, más claras que en el resto de poblaciones. Esta característica le valdría su nomenclatura trinomial "albescens" que significa blanquecino. El resto de subespecies suelen presentar una mancha en la parte superior del lomo llegando a ser negra en "araneipes" o  grisácea en "intermedia"; pudiendo aparecer como una línea corta en "albescens", como pequeñas e interrumpidas manchas paruscas o, incluso estar ausente.
Podría tomarse en cuenta la menor proporción de plumas negras en el cuello y la cabeza en relación con la subespecie nominal (propia de la Amazonía brasileña) o la subespecie araneipes (del Pantanal). Aun así no es fiable en la totalidad de los casos, debido a que esto puede variar entre ejemplares de una misma población.

## Distribución
Habita una cantidad variada de ecosistemas. Esta subespecie puede encontrarse tanto en los esteros del norte de Argentina, en las llanuras del este, en las serranías del centro, las Pampas, el Chaco seco y húmedo, el Espinal, norte de la Patagonia, e incluso en el monte árido del oeste. Algunos autores indican su presencia histórica hasta la provincia de Chubut inclusive.
A pesar de ello, sus poblaciones se han visto diseminadas, reducidas e incluso extintas en varios núcleos de su distribución original por la caza intensiva para la obtención de carnes, huevos y plumas.

## Como ave representativa de Las Pampas
Desde abril a julio del 1928, se realizó una encuesta por parte del diario La Razón dirigida a los infantes (más de 39.000) con intención de saber cuál es el ave más representativa del país. El ñandú estuvo dentro de los postulados, pero terminó en cuarto lugar. Siendo ganador el hornero con más de diez mil votos, segundo quedaría el cóndor, y tercero el tero. También estuvieron dentro de la lista otras aves como el zorzal, la  cotorra el chajá, el aguilucho, la paloma, la calandria, o el chingolito.

## Galería de imágenes

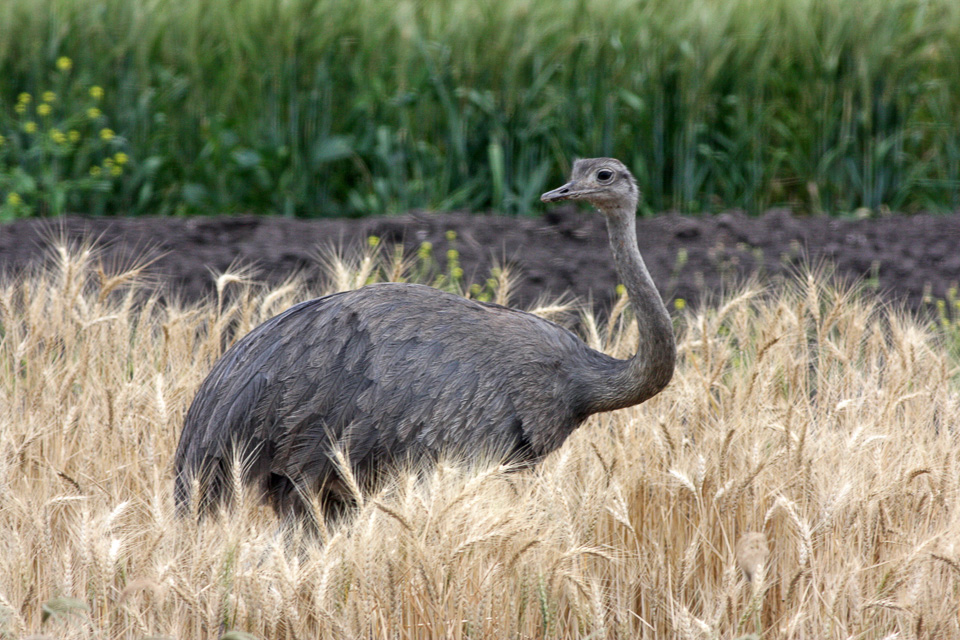
Inmaduro en la provincia de Salta.

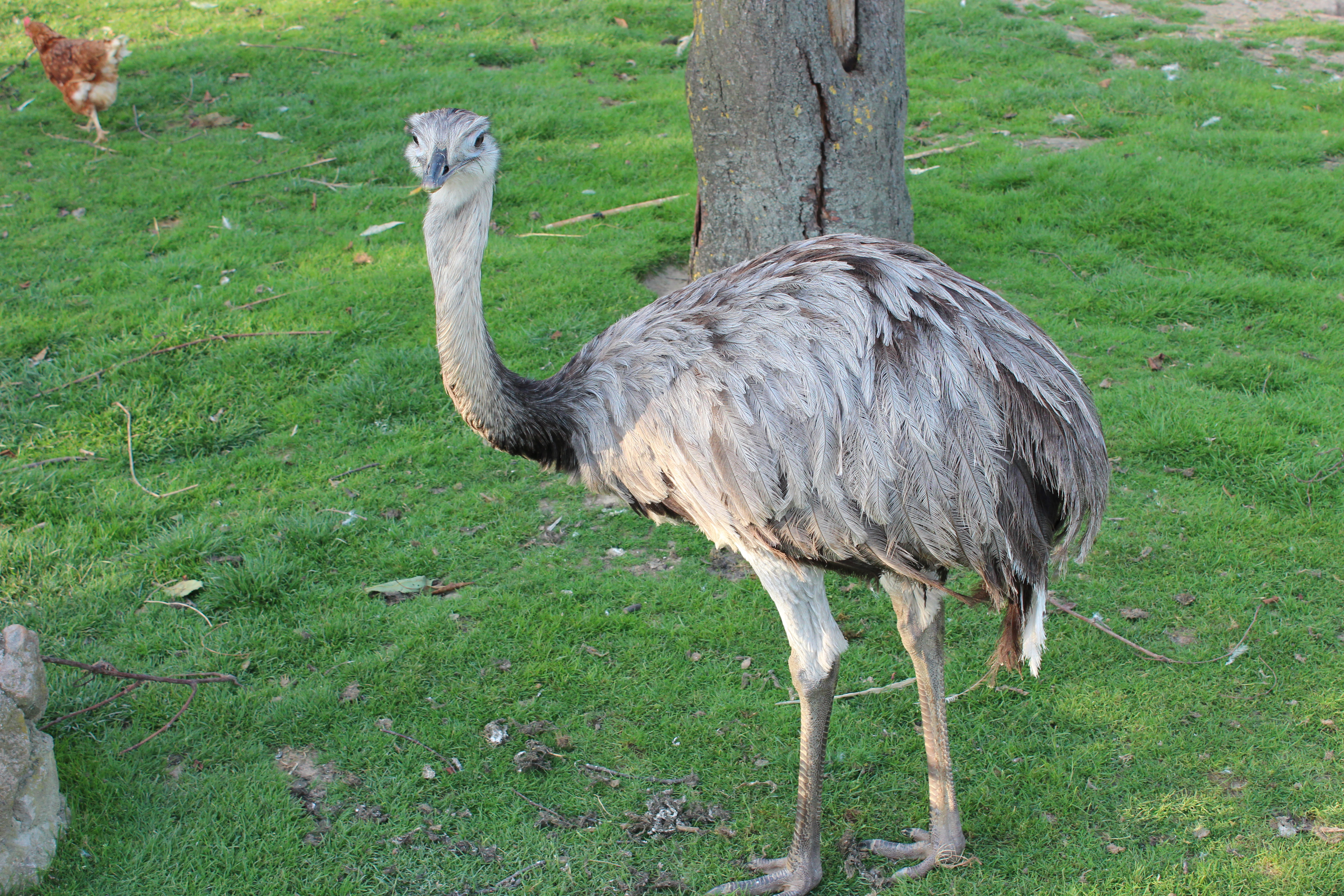
Una hembra de la subespecie "albescens". Puede notarse en esta imagen su lomo blanquecino.

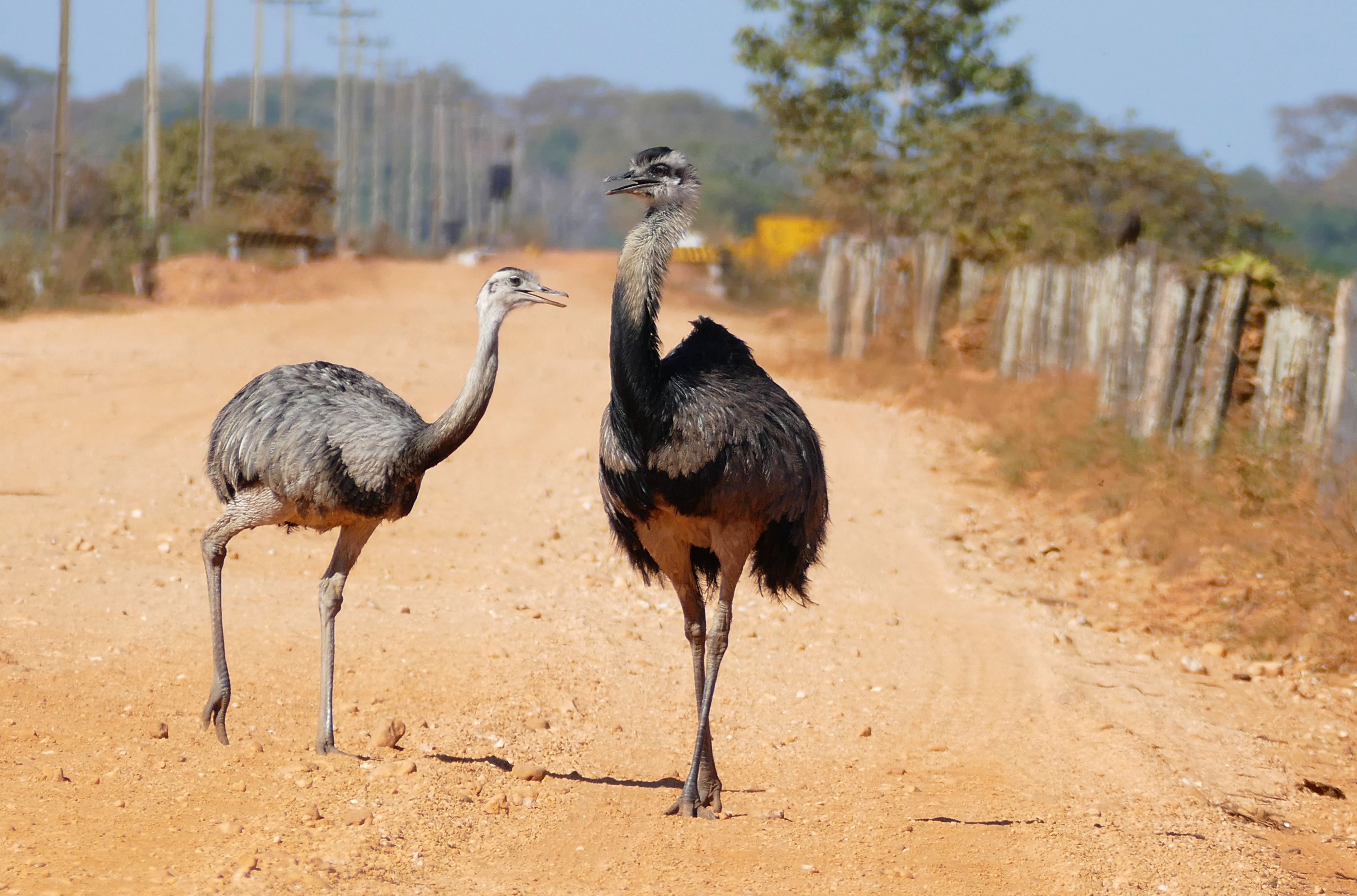
Para comparar, nótese la oscuridad en un macho adulto de la subespecie araneipes en Mato Grosso (Pantanal de Brasil) acompañado de lo que parece ser una hembra adulta.

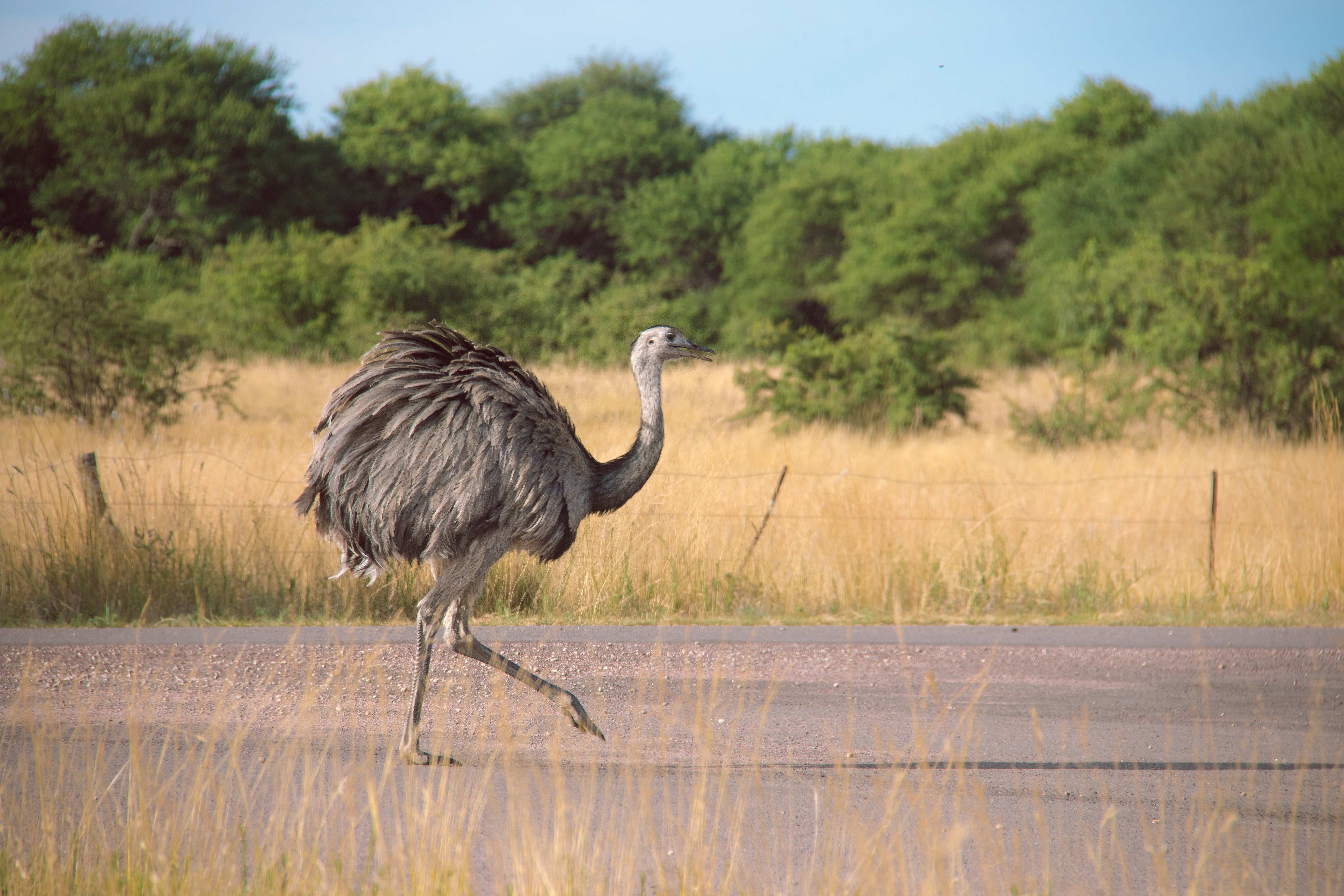
Ejemplar hembra en Parque Luro, provincia de La Pampa, Argentina.